# قضية آسيا بيبي
آسيا بي بي هي امرأة مسيحية باكستانية أُدينت بالتجديف من قِبل المحكمة الباكستانية، وحُكم عليها بالإعدام. في يونيو 2009 وقعت آسيا بمشادة كلامية مع مجموعة من النساء المُسلمات، حيثُ قامت آسيا بشرب الماء من بئر في أحد مزارع التوت، حيث قالت النساء، بحسب بيبي، أن الماء أصبح نجساً لأن امرأة مسيحية لمسته. وبعدها حاولت النساء إقناعها لاعتناق الإسلام، وأجابت بيبي «المسيح قد مات على الصليب فداءً لخطايا المسيحيين، فماذا فعل النبي محمد من أجل المسلمين». اعتبر ذلك إساءة للنبي محمد، حيثُ ألقي القبض عليها وتم سجنها. وفي نوفمبر 2010 حكم القاضي عليها بالإعدام. وأثارت قضية آسيا جدلا في جميع أنحاء باكستان. وهي تُعتبر أول امرأة في باكستان يُحكم عليها بالإعدام بقضية تجديف.
لقيت قضية آسيا بيبي اهتماماً دولياً كبيراً، فقد نُظمت أكثر من مظاهرة في بريطانيا بعد صدور حكم محكمة الإستئناف في أكتوبر 2014 أمام مقر رئيس الحكومة البريطاني وأمام مبنى اللجنة العليا لباكستان والسفارة الباكستانية في لندن. وتم عمل عريضة احتجاج على حكم الإعدام وقع عليها 400,000 شخص، وقال البابا بندكتوس السادس عشر أن هذا الحكم مرفوض. بعد حكم الإعدام اعترض محافظ إقليم البنجاب سلمان تاثير على قانون التجديف مما أدى لاغتياله على يد حارسه الشخصي، ثم تم اغتيال وزير الأقليات شهباز بهاتي بعد معارضته قانون التجديف. كما شهدت شوارع باكستان مظاهرات تأييداً لقانون التجديف، ففي مطلع سنة 2011 شهدت اسلام أباد مظاهرة من 40,000 شخص تؤيد قانون التجديف.
في 31 أكتوبر 2018 برأت المحكمة العليا الباكستانية آسيا من كل التهم الموجهة إليها. أثار الحكم موجة غضب كبيرة واحتجاجات من قبل الأحزاب الإسلامية، من ناحية أخرى أشادت منظمات حقوق الإنسان بالحكم.
بسبب قانون ازدراء الدين في باكستان تم قتل أكثر من 60 شخصاً بالإضافة إلى عشرات الهجمات ضد الأقلية المسيحية.